# Chaldäa
Chaldäa (aus griechisch Χαλδαία, Chaldaia) ist der Name zweier Landschaften im  Altertum. Es handelt sich um die Gebiete der Chaldäer, die in
- Urartu (heutige Region Armenien) und
- Babylonien (südliches Mesopotamien)

beheimatet waren. In antiken Quellen wurden beide Völker oft verwechselt, obwohl beide Kulturen sich selbständig und unabhängig voneinander entwickelten.

## Babylonisches Chaldäa
Die Bibel und die griechisch-römische Geschichtsschreibung gebrauchen den Namen Chaldäa gewöhnlich für die babylonischen Chaldäer, die in die Region Babylon/Persischer Golf einwanderten (siehe auch Ur (Stadt)). Sie hatten möglicherweise weitreichende Verbindungen über den Oman bis nach Jemen, eine genaue Zuordnung kann aber nicht erbracht werden.

## Urartäisches Chaldäa
Das Gebiet der urartäischen Chaldäer liegt in der Region Van-See/Urmia-See. Die Bezeichnung leitet sich aus dem verehrten Gott Chaldi ab.

## Bibel
Nach der Überlieferung des Alten Testaments der Bibel wurde Abraham in Ur geboren (Gen 11,27–31 ).